# Vesijärvi (Pirkanmaa)
Le Vesijärvi est un lac situé à Kangasala et Orivesi en Finlande,.

## Présentation
Le lac Vesijärvi a une superficie de 39,5 kilomètres carrés et une altitude de 86,9 mètres.
Le lac fait partie du bassin du Kokemäenjoki et d'une chaîne de lacs, la Längelmäveden reitti, constituée des lacs Längelmävesi, Vesijärvi, Roine, Pälkänevesi et Mallasvesi. 
Cette chaîne de lacs s'écoule dans le Vanajavesi à Valkeakoski, et elle est rejointe au Sud-ouest par la Hauhon reitti, une autre chaîne de lacs constituée par les lacs Lummene, Kuohijärvi, Kukkia, Iso-Roine, Hauhonselkä et Ilmoilanselkä.